# Manda Parent
Manda Parent (Marie-Jeanne-Aurore Perreault; * 16. Juli 1907 in Montreal; † 3. August 1992 in Montreal) war eine kanadische Schauspielerin.
Parent trat im Alter von zwanzig Jahren in der Titelrolle des Stücks La petite Aurore, l’enfant-martyr auf. Ab 1926 war sie Mitglied der Schauspieltruppe von Juliette Pétrie. Am Théâtre National trat sie in einer Nebenrolle an der Seite von Avi Rosenberg und Paul Hébert auf. Beeindruckt von ihrer Schlagfertigkeit und ihrem komischen Talent nahm sie Eugène Martel in seine Schauspieltruppe auf. Auf dessen Vorschlag nahm sie den Bühnennamen Manda Parent an, während er selbst als Joseph Martel auftrat. Als Joseph et Manda waren beide Ende der 1920er in der Cabaretszene Montreals präsent.
Allein oder mit Martel trat sie in den 1930er Jahren in den Shows von Tizoune und von Mary Bolduc auf. In den Shows und Revuen von Rose Ouellette war sie regelmäßig zu Gast an der Seite von Juliette Huot, Alys Robi, Juliette Petrie, Olivier Guimond, Tizoune und anderen. Mit der Truppe von Ouellette unternahm sie Trouneen durch Québec, Neubraunschweig und die USA. Berühmt wurde ihr Sketch Trois heures du matin mit Guimond.
Mit dem Niedergang des Cabarets wechselte Parent zur klassischen Komödie und ging zu Gilles Latulippes Théâtre des Variétés, wo sie bis in der 1980er Jahre auftrat. In den 1970er Jahren begann sie zudem eine Laufbahn beim Film. Sie trat in drei Filmen von Jean-Claude Lord (Les colombes, Bingo und Parlez-nous d’amour) auf. Große Anerkennung fand sie in der Rolle der Germaine Lauzon in André Brassards Film Il était une fois dans l’Est einer Adaption des Theaterstücks Les Belles-Sœurs von Michel Tremblay. Im Fernsehen trat sie u. a. als Madame Pigeon in der Serie Symphorien auf.